# Surfside Beach (Carolina del Sud)
Surfside Beach è un comune degli Stati Uniti d'America, situato in Carolina del Sud, nella Contea di Horry.